# Dmitrij Kalinin
Dmitrij Vladimirovitj Kalinin, ryska: Дмитрий Владимирович Калинин, född 22 juli 1980 i Tjeljabinsk, Sovjetunionen, är en rysk professionell ishockeyspelare som spelar för HK Spartak Moskva.
Kalinin valdes av Buffalo Sabres i första rundan som 18:e spelare totalt i 1998 års NHL-draft. Kalinin har erfarenhet från KHL och NHL. Han har dessutom spelat ett flertal VM-turneringar, där han har varit med och tagit två guld, två silver och ett brons, samt en OS-turnering.

## Klubbar
- Traktor Tjeljabinsk 1996–1998
- Moncton Wildcats 1998–1999
- Rochester Americans 1999–2000
- Buffalo Sabres 2000–2004, 2005–2008
- Metallurg Magnitogorsk 2004–2005
- New York Rangers 2008–2009
- Phoenix Coyotes 2008–2009
- Salavat Julajev Ufa 2009–2011
- SKA Sankt Petersburg 2011–2016
- HK Spartak Moskva 2016-2020